# Wyspy Brytyjskie (nazewnictwo)
     nazwy geograficzne
     nazwy polityczne

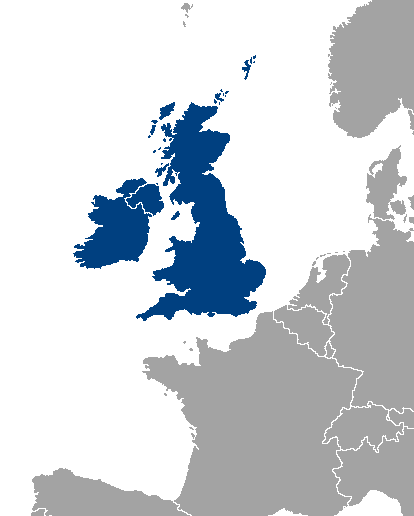
Wyspy Brytyjskie

Diagram wyjaśniający nazewnictwo
nazwy geograficzne
nazwy polityczne

Różne nazwy stosowane są w celu opisania różnych (czasem zazębiających się) obszarów geograficznych i politycznych Wysp Brytyjskich często bywają mylone i są źródłem pomyłek i nieścisłości. Celem tego artykułu jest wyjaśnienie znaczenia poszczególnych nazw oraz ich wzajemnych relacji.

## Nazwy geograficzne
- Wyspy Brytyjskie (British Isles) – archipelag wysp na Atlantyku składający się z Wielkiej Brytanii, Irlandii oraz wielu mniejszych, otaczających je wysp.
  - Wielka Brytania (Great Britain) jest największą z wysp
  - Irlandia (Ireland) jest drugą co do wielkości wyspą.

## Nazwy polityczne
- Zjednoczone Królestwo Wielkiej Brytanii i Irlandii Północnej (United Kingdom of Great Britain and Northern Ireland) jest niepodległym państwem  obejmującym wyspę Wielka Brytania, północno-wschodnią część wyspy Irlandia oraz liczne mniejsze otaczające wyspy. W języku polskim nazwą krótką tego kraju jest Wielka Brytania[1][2][3] lub Zjednoczone Królestwo[1], w języku angielskim – United Kingdom, skrótowo UK.
- Anglia, Szkocja, Walia oraz Irlandia Północna to kraje wchodzące w skład Zjednoczonego Królestwa Wielkiej Brytanii i Irlandii Północnej
- Anglia, Szkocja i Walia położone są niemal w całości na wyspie Wielka Brytania
- Irlandia jest niepodległym państwem zajmującym większą część wyspy Irlandia.
- Anglia i Walia posiadają wspólny system prawny